# Vue de la côte avec Apollon et la sibylle de Cumes
Vue de la côte avec Apollon et la sibylle de Cumes est un tableau mythologique de l'artiste français Claude Gellée, dit Le Lorrain. Il est conservé au musée de l'Ermitage à Saint-Pétersbourg.

## Description
La toile illustre l'intrigue décrite par Ovide dans ses  Métamorphoses (XIV, 121-154) : la vieille sibylle de Cumes raconta à Enée sa longue rencontre avec Apollon, qui tomba amoureux d'elle et était prêt à réaliser tous ses désirs. La jeune sibylle, ayant ramassé une poignée de poussière, lui demanda autant d'années de vie qu'il y avait de grains de poussière dans sa main, mais en même temps, elle oublia de demander la jeunesse éternelle.
Au XIXe siècle, on croyait qu'un paysage spécifique était représenté sur les rives du golfe de Baia, près de Cumes, à proximité de Naples, mais Lorrain dans son travail évitait de représenter des paysages réels, préférant en dépeindre d'imaginaires. Néanmoins, ici, il représente des bâtiments existants. On peut voir en arrière-plan le Colisée romain et les ruines de l'aqueduc de Marcius, également situés à Rome. À leur gauche se trouvent les Trophées de Marius, situés en réalité sur la colline du Capitole à côté des statues de Castor et Pollux. En bas à gauche sur le fragment de colonne se trouvent les traces d'une inscription effacée, sur laquelle on peut lire les chiffres « …6…2… ». Au verso du tableau, en bas à droite, les chiffres « 3414 » sont peints à la peinture noire - sous ce numéro, le tableau a été inclus dans l'inventaire de l'Ermitage impérial en 1859. À droite et à gauche, il y avait des extensions de 4,7 cm de large, réalisées alors que le tableau se trouvait dans la collection Walpole ; une fois le tableau arrivé à l'Ermitage, elles ont été retirées.
Lorrain peignait rarement lui-même des figures humaines dans ses peintures et confiait souvent leur exécution à d'autres artistes. Ici, les figures sont attribuées au pinceau de Filippo Lauri. Lorrain lui-même a esquissé la plupart de ses œuvres dans son journal Liber Veritatis ; Paysage avec Apollon et la sibylle de Cumes  dans ce journal correspond au dessin no 99. En 1777, tous les dessins du Liber Veritatis furent gravés par l'artiste anglais Richard Earl et le journal lui-même en trois volumes fut publié pour la première fois.

## Historique de l'œuvre
Le tableau a été peint vers 1646-1647 sur commande du cardinal Massimi. Lorrain avait déjà peint pour le cardinal Massimi Paysage avec Argus gardant Io, qui fait maintenant partie de la collection des comtes de Leicester à Holkham Hall. Les deux tableaux sont considérés comme une paire. Selon N.K. Serebryannaya, l'inclusion d'éléments de bâtiments antiques réellement existants est liée à l'intérêt pour l'archéologie du client. Après la mort de C. Massimi en 1677, le tableau fut hérité par son frère Fabio Massimi, qui le vendit l'année suivante au marquis Nicolo Maria Pallavicino à Rome. Le tableau  se retrouva ensuite en Angleterre dans la collection du maire de Londres, à qui Sir Robert Walpole l'acheta en 1725. À partir de 1728, le tableau fut exposé dans sa maison londonienne d'Arlington Street, et à partir de 1828, il se trouvait à la résidence officielle des premiers ministres britanniques au 10 Downing Street. Le tableau a ensuite été conservé dans le domaine familial Walpole à Houghton Hall. En 1778, les héritiers de Walpole vendirent toute la collection de peintures à l'impératrice Catherine II et depuis 1779, le tableau se trouve à l'Ermitage. Il est exposé au Palais d'Hiver dans la salle 280 (salle Lorrain).
En 1982-1983, une grande exposition rétrospective de Claude Lorrain est organisée à la National Gallery of Art de Washington puis au Grand Palais de Paris. Le tableau de l'Ermitage n'a pas été présenté à cette exposition, mais plusieurs lignes lui ont été consacrées dans l'article de synthèse sur Lorrain. L'auteur de l'article, la critique d'art française Diana Roussel, a interprété l'intrigue dans le cadre de la tradition chrétienne. Depuis le Moyen Âge, on croyait que la sibylle de Cumes prédisait la naissance du Christ et le règne ultérieur du catholicisme, et Apollon dans ce cas peut être perçu comme le Christ lui-même.

## Littérature
- Serebryannaya N. K. : Musée de l’Ermitage. Peinture française des XVe – XVIIe siècles : catalogue de la collection. Saint-Pétersbourg : Publ. de l’Ermitage, 2018. - 496 p.  (ISBN 978-5-93572-811-3).
- Russel H. D. : Claude Gellée dit Le Lorrain. 1600-1682 : catalogue de l’exposition. National Gallery of Art, Washington DC, 17 octobre 1982 - 2 janvier 1983 ; Galeries nationales du Grand Palais, Paris, 15 février - 16 avril 1983. - Paris, 1983.
- Liber Veritatis ; ou Une collection d’estampes, d’après les dessins originaux de Claude Lorrain ; dans la collection de Sa Grâce le duc de Devonshire. Exécuté par Richard Earlom dans la manière et le goût des dessins. - Londres : Publié par MM. Boydell et Cie Cheapside, 1777. - Vol. 1.